# Кадрова агенція
Кадрова агенція — це організація, яка на професійному рівні займається посередництвом між претендентом на вакансію і роботодавцем. На ринку послуг з пошуку вакансій та працевлаштування в Україні існують два типи кадрових агенцій: рекрутингові агенції та агенції з працевлаштування. Якщо організація як посередник ринку праці займається пошуком і підбором персоналу на замовлення роботодавця, то така організація є агенцією з підбору персоналу — рекрутинговою агенцією; якщо здійснює пошук роботи на замовлення клієнта — то така організація є агенцією з працевлаштування. Термін «кадрова агенція» може використовуватися як для рекрутингових агенцій, так і для агенцій із працевлаштування.

## Рекрутингові агенції
Рекрутингові агенції (агенції з підбору персоналу) надають послуги пошуку і підбору персоналу для компаній-роботодавців, які і оплачують послуги агенції. Для шукачів послуги рекрутингових агенцій безкоштовні. Як правило, клієнтами рекрутингових агенцій є компанії з середнього і великого сегмента бізнесу, які шукають кваліфікованих фахівців для вирішення поставлених завдань або під конкретний проект.
Головні цілі та вигоди замовника — швидкий та якісний пошук відповідного кандидата, який відповідає всім вимогам компанії, економія часу на пошук і підбір кандидатів. Для компаній-роботодавців важливо повна відповідність претендента їх вимогам до досвіду, знань і вмінь, тому і згодні платити за підбір співробітника професійним рекрутинговим агенціям.
Рекрутингові агенції будуть корисні фахівцям з однією або кількома вищими освітами, з аналогічним досвідом роботи і знанням специфіки своєї професійної сфери. Великим плюсом є досвід управлінської роботи, додаткове навчання та курси підвищення кваліфікації, знання іноземних мов (мінімум англійської). Також є можливості і у перспективних молодих фахівців з невеликим досвідом роботи, але з високим рівнем освіти, успішним досвідом науково-практичної діяльності та стажувань, і сильною мотивацією. Працевлаштування для всіх шукачів агенції не гарантують, оскільки багато залежить від кількості замовлень та вимог роботодавців. Але при цьому рекрутингові агенції мають ряд важливих переваг для кандидатів — професійні рекрутери агенцій надають консультативну допомогу кандидатам в ході всього процесу працевлаштування, допомагають підготуватися до співбесіди з роботодавцями, домовитися про вигідні умови на майбутній роботі, можуть пропонувати інші цікаві вакансії та ін.
Персонал підбирається, виходячи з побажань роботодавця і вимог до відкритої вакансії, і, як правило, рекрутингові агенції працюють до тих пір, поки не «закриють» вакансію. У процесі пошуку необхідної кандидатури використовуються безліч новітніх методик і способів, починаючи від пошуку співробітника з власної бази здобувачів, яка постійно оновлюється, до «переманюючи» фахівців з інших компаній.
Послуги рекрутингових агенцій сьогодні стали дуже затребувані, особливо серед великих і фінансово стійких компаній, які готові виділяти гроші на пошуки цінних кадрів. Оскільки керівники компаній і менеджери, як правило, не володіють навичками пошуку персоналу, то рекрутингова агенція — необхідний атрибут кожної поважаючої себе компанії, адже вони допомагають задовольняти потреби організації у кваліфікованому персоналі та його розвитку.
Отже, рекрутингова агенція — це:
- безкоштовні послуги для здобувача;
- реальні вакансії в перевірених компаніях;
- немає гарантій працевлаштування, але при цьому постійна робота резюме претендента та інформування про відкриті вакансії;
- цілеспрямований пошук висококваліфікованих фахівців;
- індивідуальний підхід до кожного претендента і роботодавця.

Співпрацюючи з рекрутинговою компанією, здобувач отримує повну інформацію про ринок праці, допомога при складанні резюме та підготовку до співбесіди, а також, у разі працевлаштуванні, подальший розвиток і курирування.

## Агенції з працевлаштування
За кількістю агенцій із працевлаштування більше, ніж рекрутингових. Їх об'єднує одне — ринок праці, однак підходи до використання ресурсів цього ринку зовсім різні. У агенціях з працевлаштування оплату за послуги вносять претенденти — певну суму на початковому етапі пошуку вакансій, а в разі успішного працевлаштування та проходження випробувального терміну — сплачується гонорар за виконану агенцією роботу. Для роботодавців послуги агенцій з працевлаштування безкоштовні, всі витрати несуть здобувачі.
Відповідно, основною метою таких компаній є надати роботу якомога більшій кількості здобувачам, при цьому зовсім не враховується рейтинг компаній та умови праці. Як правило, такі агентства, працюють за застарілими методиками, які залишилися ще з минулого століття, а база здобувачів забита безробітними або низькокваліфікованих незатребуваними фахівцями, які готові піти на будь-яку роботу.
Попит на послуги агенцій з працевлаштування зріс у період кризи, бо пропозицій від роботодавців стало менше, і зросла кількість скорочень серед претендентів. Дані послуги будуть корисні здобувачам, які хочуть допомоги в гарантованому працевлаштуванні і додатковому супроводі при пошуку роботи та готові витратити на це деякий час та кошти, а також тим, хто володіє невеликим досвідом роботи або шукає джерело заробітку в стислі терміни без високих вимог до місця роботи.
Отже, агенції з працевлаштування — це:
- платні послуги для здобувача;
- велика база незатребуваних і низькокваліфікованих фахівців;
- 100 % працевлаштування, але немає відповідальності за якість роботи;
- ставлення до претендентів не завжди відповідне, хоча, звичайно, бувають і виключення;
- немає подальшого розвитку своїх професійних навичок.

## Агенції мішаного типу
Вони намагаються займатися і рекрутингом, і працевлаштуванням. Вони готові працювати і на здобувачів, і на роботодавців одночасно, одержуючи оплату з обох сторін.

## Кадрові агенції в Україні
За даними, в Україні нараховується 287 рекрутингових і кадрових агенцій України, що працюють у різних сферах діяльності та мають різну спеціалізацію. Підбором кадрів у широкому галузевому діапазоні займаються й такі інтернет-сайти, як Rabota.ua, Work.ua, Jooble.ua, тощо.